# Iván Moreira
Iván Alejandro Moreira Barros (Santiago, 8 de diciembre de 1956) es un relacionador público y político chileno, militante de la Unión Demócrata Independiente (UDI). Actualmente es senador de la República por Circunscripción n.º 13 de la Región de los Lagos, siendo anteriormente diputado por el distrito n.º 27 durante cinco periodos consecutivos (1994-2014) y alcalde de La Cisterna (1989-1992), este último cargo fue designado por el entonces dictador Augusto Pinochet.

## Biografía
Es hijo de Julio César Moreira Cabrera y Marta Liliana Barros Alemparte.

### Estudios y trayectoria laboral
Realizó sus estudios primarios en liceos salesianos —Liceo Don Bosco de La Cisterna y Liceo San José de Punta Arenas—, y los secundarios en el Liceo de Hombres Luis Alberto Barrera en la misma comuna, del cual egresó en 1976.
En sus primeros años laborales se desempeñó como locutor radial en un programa llamado Buenas Noches, Buena Música en la Radio Polar de Punta Arenas.
Ejerció como relacionador público y forma parte del Colegio de Relacionadores Públicos de Chile (CRRPP).
En 1986, se desempeñó como asesor político en el Ministerio Secretaría General de la Presidencia y al año siguiente, asesoró en el área de relaciones públicas del director de Televisión Nacional de Chile (TVN).

### Vida personal
Estuvo casado con María Pía Lavín y con Carmen Ibáñez. Es padre de dos hijos; Camilo y María Pía.
Profesa según él la religión evangélica y desea convertirse en pastor cuando se retire de la política. Mantuvo su credo religioso en reserva por mucho tiempo, hasta después de las elecciones parlamentarias de 2013, en las que fue elegido senador, debido a que según él no quería ser discriminado por la UDI por dicha condición, ni que ello afectara su candidatura al parlamento, prefiriendo mantener su identidad política más que su supuesta fe.[cita requerida]

### Membresía
Paralelamente, se mantuvo como miembro del Rotary Club; del Club de Leones; del Instituto O’Higginiano; del Círculo de Alguaciles de Carabineros; del Colegio Profesional de Relacionadores Públicos de Chile. Fue también dirigente del Club Deportivo Palestino y, director Honorario del Cuerpo de Bomberos de La Cisterna.

## Carrera política

### Inicios y alcalde
Inició su carrera política cuando todavía residía en Punta Arenas, al incorporarse al Partido Nacional (PN). Entre 1971 y 1973 fue presidente de la Juventud del Partido Nacional de Punta Arenas. Posteriormente fue designado en 1978, como dirigente de la Secretaría Nacional de la Juventud (SNJ) en Magallanes, ejerciendo hasta 1981.
Funcionario de la dictadura militar siendo director en las Municipalidades de Punta Arenas, La Pintana y La Cisterna entre 1981 y 1989. 
Ese mismo año es designado como alcalde de La Cisterna ejerciendo el cargo hasta 1992, cuando asumieron las autoridades municipales elegidas democráticamente en las elecciones de ese año.

### Diputado
En 1993, lanzó su candidatura a diputado por la UDI, por el Distrito N.°27 (El Bosque, La Cisterna y San Ramón), resultando electo con un 28,06%, equivalente a 52.639 votos. Integró las comisiones permanentes de Trabajo y Seguridad Social; y de Vivienda y Desarrollo Urbano. Además de las Comisiones Especiales de Turismo; y de Drogas.
Reelegido en 1997, esta vez con la primera mayoría, 58.049 votos (37,38%). Participó en las comisiones permanentes de Relaciones Exteriores, Asuntos Interparlamentarios e Integración Latinoamericana; y de Salud. Fue nombrado vicepresidente de los grupos interparlamentarios binacionales chileno-argentino, chileno-belga, chileno-kuwaití, chileno-palestino; y presidente de los grupos chileno-húngaro, chileno-panameño, chileno-australiano, chileno-austríaco, chileno-brasileño y chileno-británico. Entre 1999 y 2000, fue jefe del Comité de Parlamentarios de la UDI.
En las elecciones de 2001, mantuvo su escaño en la Cámara para el período legislativo 2002 a 2006. Integró las comisiones permanentes de Ciencia y Tecnología; Relaciones Exteriores, Asuntos Interparlamentarios e Integración Latinoamericana; y la Comisión Especial Cuerpo de Bomberos de Chile.
En 2005, obtuvo su cuarta reelección por el mismo Distrito (periodo legislativo 2006 a 2010). Integró las comisiones permanentes de Relaciones Exteriores, Asuntos Interparlamentarios e Integración Latinoamericana; y la de Ciencia y Tecnología. Junto con la Comisión Especial de la Juventud; y de Bomberos. Paralelamente, entre 2005 y 2007, fue vicepresidente del Foro Interparlamentario para las Américas (FIPA).

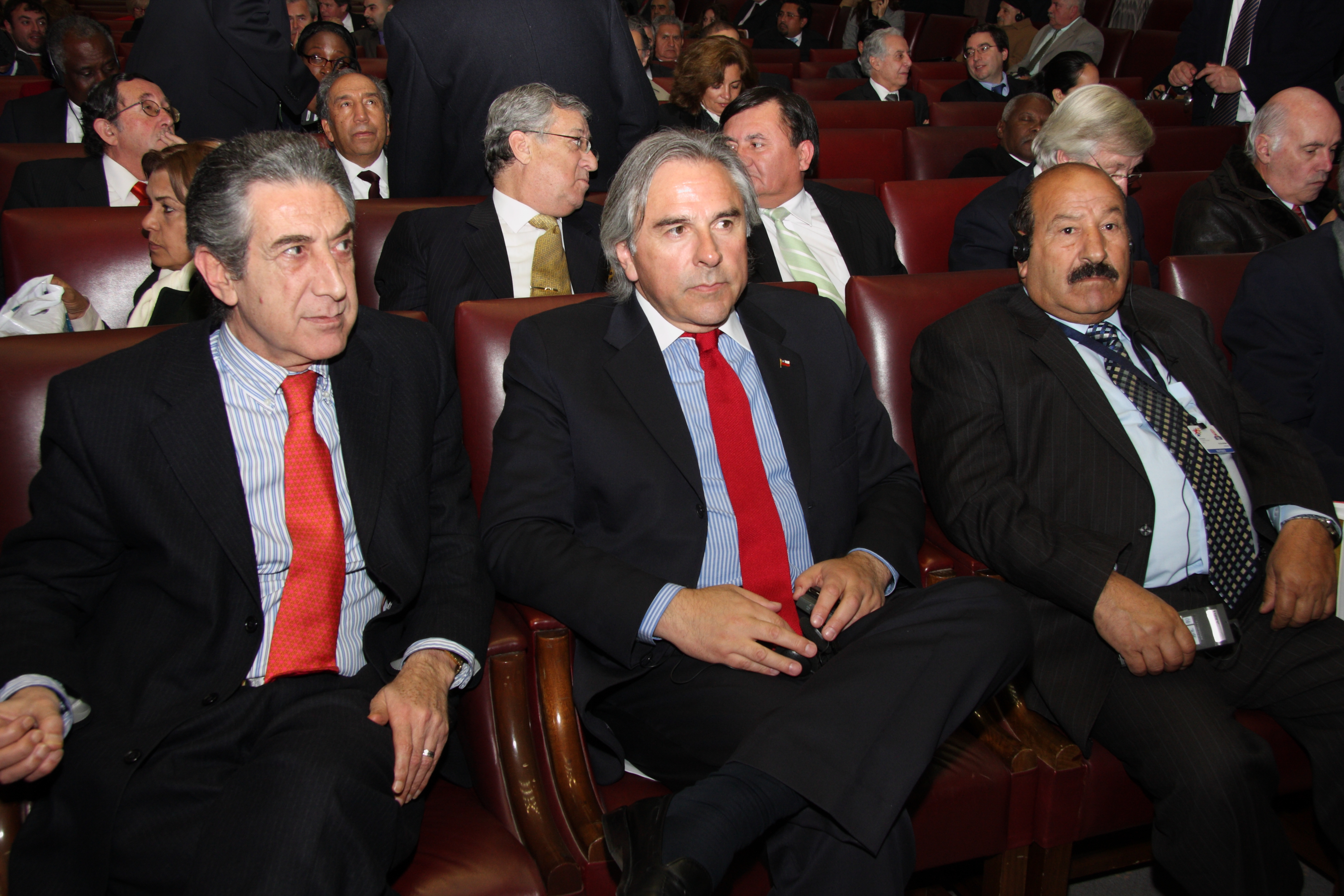
Moreira (al centro) en 2011.

En 2009, obtuvo una nueva reelección con 53.683	votos, equivalentes al 35,84%. Durante el periodo 2010-2014 fue integrante de las comisiones permanentes de Relaciones Exteriores, Asuntos Interparlamentarios e Integración Latinoamericana. Preside los grupos interparlamentarios chileno-palestino; chileno-costarricense; y chileno-portugués. Fue parte del comité parlamentario de la UDI.
Entre 2010 y 2011, se desempeñó como segundo vicepresidente de la Cámara de Diputados y como vicepresidente de su partido hasta su renuncia, el 11 de marzo de 2015.
En julio de 2011 se postuló públicamente para el escaño de senador que dejó libre Pablo Longueira al ser nombrado ministro de Economía, pero la UDI decidió designar en su lugar a Ena von Baer. "La política es sin llorar y un día que pasa es un día ganado, por lo tanto seguiré trabajando y aunque me hubiese gustado que la decisión hubiese sido otra, pero son atribuciones de la directiva y están en su derecho de hacerlo", declaró Moreira al comentar la designación de la exministra.

### Senador
Para las elecciones parlamentarias de 2013, hizo pública sus intenciones de ser candidato al senado por Santiago Oriente, entrando en competencia con la senadora en ejercicio Ena von Baer. Para definir el candidato de la UDI, originalmente se tenía previsto que se realizaran primarias parlamentarias en aquella circunscripción, por lo que Moreira comenzó su despliegue de propaganda por Santiago. Sin embargo, el 1 de mayo, la UDI se decidió que no se llevarían a cabo primarias parlamentarias, con el objetivo de enfocar todos los esfuerzos en la precandidatura de Pablo Longueira. Durante las siguientes semanas de mayo, Moreira participó de las negociaciones al interior del partido para definir la plantilla de candidatos al Senado, considerándose la posibilidad de que él compitiera por alguna conscripción del sur del país. Finalmente, el 16 de mayo, Moreira aceptó a regañadientes la decisión de la directiva de la UDI de designarlo como candidato a senador por la Región de Los Lagos, señalando que aquello "había sido muy duro, muy difícil" pero a su vez "había que tener gestos por la unidad".
El 17 de noviembre resultó elegido senador por la decimoséptima circunscripción de Los Lagos con el 19,11% de los votos, constituyendo la segunda mayoría individual, y afirmando que es el primer senador evangélico electo en Chile.
Es integrante de las comisiones permanentes de Medio Ambiente y Bienes Nacionales; y de Agricultura, la que presidió entre abril de 2014 y marzo de 2015.
Miembro de la Comisión Especial destinada a abordar la catástrofe por el incendio en Valparaíso.
Desde el 21 de marzo de 2018, integra las comisiones permanentes de Relaciones Exteriores; de Revisora de Cuentas; y la Comisión Especial de Zonas Extremas y Territorios Especiales.
A contar del 30 de octubre de 2019, pasó a integrar la Comisión Permanente de Derechos Humanos, Nacionalidad y Ciudadanía.

## Controversias

### Apoyo a Pinochet
Se ha caracterizado por ser una persona polémica, frontal y directa, y defensor acérrimo de Augusto Pinochet y de la dictadura militar, sobre todo en su labor en el parlamento, donde incluso ha sido protagonista de peleas entre sus pares. Por ejemplo, luego de que, en 1995, el diputado Jorge Schaulsohn atacara a Pinochet por lo que este dijo sobre la internación de armas por parte de parlamentarios de izquierda a Carrizal Bajo en la Región de Atacama, Moreira lo zamarreó frente a la prensa y acusó de decir infamias.

«Yo no acepto a este tipo que lo único que ha hecho es hablar contra Pinochet. A mí me atacan, a mí me censuran en este parlamento, le molesta a la Concertación que diga la verdad. (...) Pero no voy a aceptar que este carajo siga ajusticiando a las Fuerzas Armadas. (...) Que pelee como hombre, porque verdaderamente es un cobarde. (...) Quiero decirles derechamente como hombre, que la política chilena es una mierda.»
Iván Moreira

A fines de los años 1990, Moreira destacó por su apoyo irrestricto a Pinochet mientras estaba detenido en Londres, lo cual manifestó con visitas al exdictador en el Reino Unido, e incluso, con una huelga de hambre durante cinco días en 1998, de la que hacia 2013 se arrepentiría y describiría como «patética».
Durante los procesos judiciales contra la Familia Pinochet Hiriart, fue uno de los pocos personajes públicos que visitó y abiertamente defendió al general.[cita requerida] Moreira fue una de las últimas personas que visitó en el Hospital Militar al exsenador, exmandatario y general (r) Pinochet antes de su muerte el 10 de diciembre de 2006.

### Defensa a violadores de DD. HH.
Aparte de su apoyo acérrimo a la dictadura militar de Augusto Pinochet, Moreira también ha defendido a los militares acusados de cometer crímenes de lesa humanidad, en la que en varias ocasiones ha clamado por su indulto a sus condenas de cárcel que cumplen en el Penal de Punta Peuco, como ocurrió el 10 de diciembre de 2017, en la que Moreira, aparte de pedir conmemorar la fecha en que falleció Pinochet, también pidió que sería grato la liberación de los reos anteriormente mencionados, lo que generó una ola de críticas en su contra. Ante las críticas, Moreira manifestó que su liberación era porque varios de ellos estaban con enfermedades terminales, y de que la izquierda tenía odio y venganza en mantenerlos en prisión.
En agosto de 2018, luego de que la Corte Suprema dictara la libertad condicional a 5 reos de Punta Peuco, Moreira dijo que esas personas estuvieron encarceladas bajo razones vengativas por parte de la izquierda, y de que el dictamen de la Corte Suprema iba a conllevar ''un camino de paz y sin presión política alguna''. A pesar de sus dichos, la decisión causó rechazo nacional, y múltiples críticas por parte de políticos y agrupaciones de derechos humanos hacia el sistema judicial chileno.

### Caso Penta
A fines de 2014, Moreira fue mencionado como uno los políticos que habrían recibido donaciones de campaña irregulares por parte de Empresas Penta, investigada por el Servicio de Impuestos Internos (SII) por fraude tributario. Una de las primeras pruebas que sustentaban dicha acusación fue la publicación de un audio donde Hugo Bravo, exejecutivo de Penta, le comentaba a Carlos Eugenio Lavín, uno de los controladores del holding, que Moreira le pedía dinero.
El 4 de enero de 2015, La Tercera publicó una serie de correos electrónicos entre políticos y los socios del grupo Penta, entre ellos cuatro de Moreira a Bravo, donde el político solicitaba —mediante eufemismos como «un raspado de la olla» y «algún cupón de combustible»— dineros para su campaña. Tres días más tarde, Moreira dio una declaración pública donde aceptaba haber cometido irregularidades y pidió disculpas.
El 7 de julio de 2017, la Corte de Apelaciones de Santiago, en fallo dividido, acogió el desafuero solicitado por la Fiscalía por este caso de irregularidades relacionadas con boletas ideológicamente falsas. La decisión fue ratificada por la Corte Suprema el 3 de noviembre de ese año. El 16 de enero de 2018, Moreira evitó el juicio oral, a cambio del pago de una multa de 35 millones de pesos. Esta salida alternativa, promovida por el fiscal jefe de la Región Metropolitana, Manuel Guerra, fue resistida por los fiscales del caso, Carlos Gajardo y Pablo Norambuena, quienes tres días más tarde renunciaron a la Fiscalía por la decisión tomada. Con esto, Moreira recuperó su fuero parlamentario y pudo mantener su cargo como senador.

### Defensa a sacerdotes acusados de abusos sexuales
A pesar de indicar que profesa la fe evangélica, Moreira se ha manifestado como un defensor de la Iglesia Católica, incluyendo a los obispos y sacerdotes que han sido acusados y condenados por abusos sexuales hacia menores de edad, y que ha sido tema de impacto nacional. Su defensa le ha traído polémicas, en especial cuando ha menospreciado públicamente a víctimas de abusos, como es el caso de Juan Carlos Cruz, víctima de abuso sexual por parte del sacerdote Fernando Karadima, quien el 7 de agosto de 2018, durante una entrevista en el matinal de Canal 13 Bienvenidos, se refirió a él como «llorón y divo». Además, Moreira declaró en redes sociales que los casos eran en realidad una maniobra de la izquierda política para destruir la Iglesia Católica, para imponer una «agenda del diablo» y destruir los principios y valores cristianos.

### Desigualdad ante la ley
El 30 de junio de 2020, con 26 años de experiencia en el poder legislativo, señaló por televisión abierta que «no somos todos iguales [ante la ley]», lo que contraviene el principio de igualdad ante la ley, presente explícitamente en el artículo 19 de la Constitución Política de Chile vigente. Su declaración surgió en defensa del presidente Sebastián Piñera, quien unos días antes salió a comprar a una vinoteca, incumpliendo la cuarentena decretada en el contexto de la pandemia de coronavirus.

## Condecoraciones
- Gran Cruz de la Orden del Mérito Civil ( España, 4 de marzo de 2011).[30]

## Historial electoral
| Año  | Tipo           | Territorio           | Pacto                          | Partido | Votos  | %     | Resultado |
| ---- | -------------- | -------------------- | ------------------------------ | ------- | ------ | ----- | --------- |
| 1993 | Parlamentarias | 27.º distrito        | Unión por el Progreso de Chile | UDI     | 52 639 | 28.06 | Diputado  |
| 1997 | Parlamentarias | 27.º distrito        | Unión por Chile                | UDI     | 58 049 | 37.38 | Diputado  |
| 2001 | Parlamentarias | 27.º distrito        | Alianza por Chile              | UDI     | 65 777 | 42.45 | Diputado  |
| 2005 | Parlamentarias | 27.º distrito        | Alianza                        | UDI     | 49 213 | 30.40 | Diputado  |
| 2009 | Parlamentarias | 27.º distrito        | Coalición por el Cambio        | UDI     | 53 683 | 35.84 | Diputado  |
| 2013 | Parlamentarias | 17.ª circunscripción | Alianza                        | UDI     | 54 459 | 19.11 | Senador   |
| 2021 | Parlamentarias | 13.ª circunscripción | Chile Podemos Más              | UDI     | 31 335 | 10.58 | Senador   |